# Bitwa w Mogadiszu (listopad 2007)
Bitwa w Mogadiszu w 2007 roku miała miejsce w listopadzie. Armii Tymczasowego Rządu pomagały wojska etiopskie w walce z rebeliantami.

## Walki
Walki wybuchły 8 listopada. W pierwszym dniu bitwy zginęło wielu etiopskich żołnierzy. Ich ciała zostały uprzątnięte z ulic przez cywilów.
9 listopada inicjatywę w południowej części miasta przejęli żołnierze etiopscy. W walkach zginęło 40 cywilów.
10 listopada w różnych częściach Mogadiszu znaleziono ponad 20 ciał zabitych cywilów przez wojska Etiopii.
11 listopada zginęło dwóch żołnierzy Tymczasowego Rządu. Somalijczycy wpadli w zasadzkę na targu w dzielnicy Bakara. Na miejsce zasadzki, którą zorganizowali szebabowie, przybyły siły rządowe.
W kolejnych dniach walk toczyły się na mniejszą skalę. 12 listopada został zabity wywiadu TFG (Rządu Tymczasowego). Walki toczyły się ze zmiennym szczęściem, a ich wynik pozostał nierozstrzygnięty.